# Dobsonia peronii
Dobsonia peronii är en däggdjursart som först beskrevs av E. Geoffroy 1810.  Dobsonia peronii ingår i släktet Dobsonia och familjen flyghundar. Denna flyghund förekommer på Små Sundaöarna. Artepitet i det vetenskapliga namnet hedrar den franska naturforskaren François Péron.

## Underarter och utbredning
Inga underarter finns listade i Catalogue of Life. Wilson & Reeder (2005) skiljer mellan två underarter.
- D. p. peronii, förekommer från Sumba och Lembata över Timor till Babaröarna.
- D. p. grandis, hittas från Bali till Flores.

## Utseende
Med en kroppslängd (huvud och bål) av 141 till 158 mm, en svanslängd av 29 till 32 mm och en vikt av 162 till 232 g är arten ganska liten i släktet Dobsonia. Den har 114 till 121 mm långa underarmar, bakfötter som är 24 till 30 mm långa och 24 till 26 mm stora öron. Hos Dobsonia peronii har hannar på ovansidan en olivbrun färg som är mörkare vid huvudet. Vid sidorna ersätts den olivfärgade nyansen med grå och på undersidan är pälsen åter olivbrun men ljusare. På bröstet och på buken kan röda eller gula nyanser finnas. Honornas bakdel är nästan hårlös. Annars är ryggen och huvudet smutsig gråbruna och undersidan har samma färg som hos hannarna. Honor har ljusare axlar och gula nyanser på buken beror på ljusa hårspetsar. Unga hannar är däremot ljusare än honor. Vuxna hannar har en typisk doft som liknar mysk. Kindtändernas kronor har detaljer som avviker från andra släktmedlemmar.

## Ekologi
Arten vistas i olika habitat som regnskogar, torra skogar samt savanner och den har bra förmåga att anpassa sig till landskapsförändringar. Individerna vilar i grottor, i bergssprickor, i trädens håligheter och trädens bladverk. De bildar där kolonier med upp till 300 medlemmar. Flyghunden hittas ofta i palmer av släktena Corypha och Borassus. Grupper med ungar kan vila i en annan del av grottan. Arten kan dela gömstället med Taphozous melanopogon. Exemplaren lämnar viloplatsen ungefär 90 minuter efter solnedgången. De har fikon, frukter av släktet Borassus, av Muntingia calabura och av andra växter som föda. Arten kan hämta föda från samma träd som Pteropus griseus och Rousettus amplexicaudatus.
En hona på Lombok hade i oktober aktiva spenar och den var troligtvis parningsberedd. På Timor var en hona i mars dräktig med en unge som enligt ultraljudsundersökningar vägde 48 g. Hannar var i mars och april beredd för parningen.

## Hot
Ibland fylls grottorna med rök för att komma åt flyghundarnas kött. Hela populationen bedöms som stor. IUCN listar arten som livskraftig (LC).